# Android Marshmallow
Android Marshmallow é uma versão principal do sistema operacional Android, primeiramente revelado na Google I/O em 28 de maio de 2015, o Android Marshmallow incidirá essencialmente sobre melhorias incrementais e outras adições de recursos.

## História
O "Android M Developer Preview" foi lançado no dia 28 de maio de 2015, para os smartphones Nexus 5 e Nexus 6, o tablet Nexus 9, e o set-top box Nexus Player. A terceira prévia foi lançado no dia 17 de agosto de 2015 para os mesmos aparelhos Nexus  que trouxe correções relacionadas aos perfis do Android for Work.

## Características

### Experiência do usuário
O Android Marshmallow introduz um modelo de permissão redesenhado: agora existem apenas oito categorias de permissão, e as aplicações não são mais concedidas automaticamente, todas as suas permissões são especificadas no momento da instalação. Um sistema opt-in é usado agora, em que os usuários são solicitados para conceder ou negar permissões individuais (como a capacidade de acessar a câmera ou microfone) para um aplicativo quando eles são necessários. O Android agora lembra as permissões concedidas a cada pedido, que pode ser ajustado pelo usuário a qualquer momento. O novo modelo de permissão será utilizado apenas por aplicações compiladas para o Android Marshmallow usando um software development kit (SDK) [kit de software para desenvolvedores], enquanto todas as outras aplicações terão que continuar a utilizar o modelo de permissões anterior.

### Plataforma
O Android Marshmallow agora possui um esquema de gerenciamento de energia chamado Doze que reduz o nível de atividade das aplicações em segundo plano quando o dispositivo determina que ele não está sendo utilizado pelo usuário, que, de acordo com a Google, dobra a vida da bateria do dispositivo. Também introduz uma opção para redefinir todas as configurações de rede, disponível pela primeira vez no Android, que limpa as configurações relacionadas às rede Wi-Fi, Bluetooth e conexão móvel (3G/4G).
O Android Marshmallow oferece suporte nativo para reconhecimento de impressões digitais, permitindo o uso das impressões para desbloquear o dispositivo e fazer autenticação de pagamentos através do Play Store e Android Pay; uma API padrão também está disponível para implementação da autenticação baseada nas impressões digitais em outras aplicações. Agora o Android suporta as configurações do USB-C, incluindo a capacidade de carregar outros dispositivos pelo porta USB, também introduz um novo "verificador de links" que pode ser configurado para abrir diretamente aplicativos específicos sem ter de utilizar o comando dos usuários.
A versão do API do Android fornecido pelo Marshmallow é a 23. As ferramentas de desenvolvedores do Android Marshmallow estão disponíveis no SDK Manager na categoria API "MNC".[carece de fontes?]

## Mudanças

### v6.0 - v6.0.1 (API 23)
| Versão | Data de Lançamento    | Características |
| ------ | --------------------- | --- |
| 6.0    | 2 de outubro de 2015  | - Gerenciador de arquivos rudimentar excluído (nome do pacote: com.android.documentsui), acessível nas configurações de armazenamento; - Cartão de memória montado em /storage/????-????/ em vez de /storage/extSdCard/, com um Número de série do volume hexadecimal no lugar do Caractere curinga dos pontos de interrogação; - Pesquisa contextual de palavras-chave em aplicativos; - Introdução do modo Soneca, que reduz a velocidade da CPU enquanto a tela está desligada para economizar bateria; - Recurso App Standby; - Gaveta de aplicação vertical acessível em ordem alfabética; - Barra de pesquisa de aplicativos e favoritos; - Suporte para leitor de impressão digital nativo; - Recurso de compartilhamento direto para compartilhamento específico de destino entre aplicativos; - Modo "Prioritário" renomeado para modo "Não perturbe"; - Link de aplicativos para uma abertura mais rápida e instintiva de links com os aplicativos correspondentes; - Pastas de aplicativos maiores com várias páginas; - Solicitações de permissão pós-instalação / tempo de execução; - Suporte para USB-C; - Recurso de modo de demonstração para uso de captura de tela; - Backup automático de dados completos e restauração para aplicativos; - Modo de exibição de 4K para aplicativos; - Armazenamento externo adotável para se comportar como armazenamento interno; - Suporte MIDI para instrumentos musicais; - Recurso experimental de múltiplas janelas; - Suporte para ações de aplicativos de terceiros no menu de seleção de texto; - Permissões de aplicativo agora concedidas individualmente no tempo de execução, não tudo ou nada no momento da instalação. Semelhante ao App Ops; - O suporte ao Miracast caiu; - Muitos novos comandos essenciais suportados pelo Shell do Unix do Android (/bin/sh); - Sem rotação da tela durante o toque. |
| 6.0.1  | 7 de dezembro de 2015 | - Suporte a Emoji Unicode 7.0 e 8.0. - Descrições das opções de conexão USB. - Pressione duas vezes o botão liga / desliga para abrir a câmera. |